# Gualtiero Corradi da Gonzaga

Wappen des Hauses Corradi-Gonzaga bis 1328

Gualtiero Corradi da Gonzaga (* um 1170 ? (war 1196 Staatsmann); † nach 10. April 1225), auch Gualtiero Corradi oder Gualtiero dei Corradini da Gonzaga genannt, war der erste Vertreter der Familie der Corradi–Gonzaga – deren Nachkommen später zur berühmten europäischen Herrscherfamilie der Gonzaga wurden – der als Staatsmann in Erscheinung trat, weshalb über seinen Lebenslauf nähere Daten bekannt sind. Er war mehrfach vom Streit zwischen Kaiser und Papst direkt betroffen und erlebte das wechselnde Schicksal der Herrschaft Gonzaga, die seiner Familie später den Namen geben sollte.

## Herkunft
Gualtiero stammte aus der alten italienischen Adelsfamilie der der Corradi, auch Corradi–Gonzaga, oder Corradi da Gonzaga genannt, die Lehensträger der Benediktinerabtei San Benedetto in Polirone und dadurch insbesondere in der Herrschaft Gonzaga begütert waren, die etwa 25 km südlich von Mantua gelegen ist. Dies führte dazu, dass die Familie ab dem 14. Jahrhundert „Gonzaga“ als Familiennamen verwendete.
Nicht bekannt ist seine familiäre Beziehung zu den ältesten urkundlich auftretenden Mitgliedern seiner Familie, aus der Obizzone, Raniero und Guiberto Corradi bereits 1146 als Zeugen in einer Schenkungsurkunde der Gräfin Mathilde von Canossa (auch Markgräfin von Tuszien genannt) an die Abtei San Benedetto in Polirone aufscheinen. Im selben Jahr finden sich auch Governolo, Obizzone und Rodichero Corradi als Zeugen von Schenkungen an das Kloster und 1149 bezeugen Alberto, Sigifredo di Regnerio und ihr Onkel Uguccone Corradi den Verkauf gewisser Güter durch die Abtei.
Sein Vater wird von Giuseppe Coniglio nicht ausdrücklich genannt, es könnte sich jedoch dabei um Filippo Corradi da Gonzaga handeln, der vor 1199 verstarb und einen Sohn Gualtieri besaß.

## Leben
Gualtiero war der erste der Familie, der als Vertrauensmann der mächtigen Abtei San Benedetto in Polirone und als Anhänger der Partei der papsttreuen Guelfen eine aktive politische Rolle spielte.

### Enteignung durch Kaiser Heinrich VI.
Er trat erstmals im Jahre 1196 urkundlich auf. Dies erfolgte im Zusammenhang mit dem Konflikt zwischen Heinrich VI. (* 1165; † 1197) aus dem Geschlecht der Staufer von der von 1191 bis 1197 Kaiser des Heiligen Römischen Reiches sowie von 1194 bis 1197 König von Sizilien, und Papst Coelestin III. wegen der Ernennung von Bischöfen im Königreich Sizilien. Kaiser Heinrich VI. kam im Juli 1196 nach Italien, hatte jedoch zuvor seinen jüngeren Bruder Philipp von Schwaben (* 1177; † 1208) seit 1195 Herzog von Tuszien (Toskana) mit einer Delegation vorausgesandt, um offene Streitigkeiten im Vorfeld zu erledigen. Dieser verfügte gegen Geistlichen, die sich aktiv gegen die Interessen des Reiches eingesetzt hatten, wie etwa der Erzbischof von Salerno, harte Maßnahmen.
Gualtiero Corradi dürfte sich seinerseits dabei als wichtiger Vertreter der Guelfen in der Lombardei so für den Papst exponiert haben, dass Philipp von Schwaben beschloss, gegen ihn vorzugehen. Er widerrief daher im Namen des Kaisers alle Lehen und Privilegien, die Abt Alberto von San Benedetto di Polirone Gualtiero gewährt hatte, mit der Begründung, dass diese Gunstbezeigungen übertrieben und mit der ordnungsgemäßen Verwaltung der Abtei unvereinbar seien.
Obwohl Kaiser Heinrich VI. diese Verfügung nachträglich bestätigte, erwies sich die Durchsetzung als wenig effektiv. Der Kaiser war vorerst noch weit und verstarb bereits am 28. September 1197. Gualtiero behielt daher seine Lehen und Besitzungen.
Die politische Stellung von Gualtiero zeigt sich auch darin, dass er im Jahre 1199 als Vertreter Mantuas am Abschluss eines Friedensvertrages zwischen Mantua und Padua teilnahm und Teil der Delegation von Mantua war, die am 28. August 1207 in Verona in der Kirche San Pietro in Carnario mit dem Markgrafen Azzo VI. d’Este und dem Grafen von San Bonifacio ein Bündnis schloss.

### Enteignung durch König Friedrich II.
Gualtiero sollte jedoch noch ein zweites Mal zum Opfer der wechselhaften Beziehungen zwischen Kaiser und Papst werden.
Friedrich II., der Sohn von Kaiser Heinrich VI., war auf seinen Vater 1212 als römisch-deutscher König gefolgt. Im Jahre 1220 versuchte er die besonders schlechten Beziehungen von Papst Honorius III. (Cencio Savelli, der von 1216 bis 1227 regierte) mit den Römern nützen, um – entgegen früheren Abmachungen – doch die Vereinigung des Königreiches Sizilien mit dem Reich zu erwirken. Auch zeigte er Sympathien für die laizistische Politik der Kommunen in Italien.
Für Gualtiero als prominenten Vertreter der päpstlichen Partei der Guelfen war dies ein Alarmsignal, da er sich auf eine neuerliche Entziehung seiner Lehen einstellen musste.
Es kam jedoch anders als erwartet: König Friedrich II. strebte die Kaiserkrönung an und sah sich daher veranlasst, mit dem Papst Kompromisse zu schließen um seine Kaiserkrönung (22. November 1220) nicht zu gefährden. Am 5. August 1220 hatte König Friedrich II. im Zusammenhang damit die Ansprüche des Papstes in der dornigen Frage der Aufteilung des umfangreichen Erbes nach der bereits im Jahre 1115 verstorbenen Markgräfin Mathilde von Tuszien neuerlich (nach der Goldenen Bulle von Eger 1213 anerkannt.
Diese Einigung mit dem Papst hatte jedoch zur überraschenden Folge, dass der Kaiser neuerlich die Einziehung und Rückgabe der Lehen verfügte, die Gualtieri von der Abtei San Benedetto in Polirone erhalten hatte. Diesmal jedoch nicht, da Gualtiero ein Anhänger der gegnerischen Partei der Guelfen war, sondern weil seine Lehen Teil des Erbes der Markgräfin Mathilde waren, daher nach ihrem Testament an den Papst fallen sollten, weshalb sich König Friedrich II. demonstrativ für die Rückgabe an den Heiligen Stuhl einsetzte.
Auch diese Verfügung wurde jedoch letztlich nicht umgesetzt, sodass Gualtieri im Besitz seiner Lehen blieb.
Diese Einigung hatte jedoch Folgen, die – wie sich später zeigen sollte – für den Aufstieg der kleinadeligen Familie der Corradi oder Corradi-Gonzaga, wie sie auch genannt wurde, zu dem auf europäischer Ebene agierenden fürstlichen Haus der Gonzaga von Bedeutung waren.
Dies, da sie einerseits die Herrschaft Gonzaga betrafen – von der die Corradi später den Familiennamen „Gonzaga“ trugen – und andererseits die Familie der Grafen Casaloldi, die teils Verbündete, teils Rivalen der Corradi und seit 1212 Lehensinhaber der Herrschaft Gonzaga waren.

### Städtekrieg um die Herrschaft Gonzaga
Im Sinne der Anerkennung des päpstlichen Erbrechtes an den Mathildischen Gütern vom 5. August 1220 annullierte König Friedrich II. nämlich die durch seinen Vorgänger Kaiser Otto IV. von Braunschweig († 1218) erfolgte Belehnung der Grafen Casaloldi mit der Herrschaft Gonzaga und verfügte deren Übertragung an den Heiligen Stuhl als rechtmäßigem Erben der Markgräfin Mathilde.
Da sich die Casaloldi weigerten, die Burg und die Herrschaft Gonzaga herauszugeben, wurden sie von König Friedrich gebannt, der zugleich die Städte Reggio nell’Emilia (die seit Jahren im Streit mit den Casaloldis befand und bereits 1215 versucht hatte, Gonzaga zu erobern) und Cremona mit der gewaltsamen Einziehung der umstrittenen Herrschaft beauftragte. Da die Stadt Mantua die dort stark verankerten Casaloldi unterstützte, kam es ab 1220 um die Herrschaft Gonzaga zu einem mehrjährigen Städtekrieg.

### Kreuzfahrer
Gualtiero Corradi verfolgte jedoch Im Jahre 1220 ganz andere Pläne als diesen internen Krieg. Er beschloss, am 5. Kreuzzug, auch genannt der Kreuzzug von Damiette teilzunehmen. Zu diesem Kreuzzug hatte Papst Innozenz III. (Lotario Segni) (1198–1216) bereits im Frühjahr 1213 aufgerufen, um Jerusalem, das 1187 von Saladin erobert worden war, wieder für die Christenheit zurückzugewinnen. Kaiser Friedrich II. hatte sich 1215 und neuerlich 1220 anlässlich seiner Kaiserkrönung durch Papst Honorius III. zur Teilnahme verpflichtet, was jedoch ohne Folgen blieb. Bereits 1217 war eine Expedition ins Heilige Land aufgebrochen, hatte 1219 Damiette in Ägypten erobert und bat 1220 um Nachschub aus Europa.
Der Anlass für Gualtieros Entschluss zum Kreuzfahrer zu werden, dürfte der feierliche Aufruf zum Kreuzzug gewesen sein, den Kaiser Friedrich II. am 11. Februar 1221 von Sizilien aus erließ. Gualtieri war offensichtlich entschlossen, diesem Ruf zu folgen und verfasste 1221 vor seinem Aufbruch sein Testament. Da das Hauptheer der Kreuzfahrer im August 1221 von den muslimischen Truppen im Nildelta geschlagen wurde, ist offen, ob Gualtiero an diesen Kämpfen teilnehmen konnte, oder – nach Einlangen der Nachricht von der Niederlage der Kreuzfahrer – zurückkehrte.

### Ende des Städtekrieges
Er war jedenfalls so rechtzeitig zurück in der Heimat, dass er das Ende der seit 1220 andauernden Städtekrieges zwischen Mantua und den Casaloldis und Reggio nell’Emilia um Novellara und andere Besitzungen miterlebte und Zeuge des Friedensvertrages sein konnte, der am 10. April 1225 in der Abtei San Benedetto di Polirone unterzeichnet wurde.

### Ereignisse, die Gualtiero wohl noch erlebte
Gualtiero tritt später nicht mehr in Urkunden in Erscheinung, das Jahr seines Ablebens ist unbekannt. Er könnte aber die kurz darauf folgenden Ereignisse noch erlebt haben:
- Die Gründung der zweiten Lega Lombarda, des „Lombardenbundes“, d. h., eines auf 25 Jahre geschlossenen Militärbündnisses der der Städte Mailand, Bologna, Piacenza, Verona, Brescia, Faenza, Mantua, Vercelli, Lodi, Bergamo, Turin, Alessandria, Vicenza, Padua, Treviso, Crema und Ferrara, die am 2. März 1226 in San Zenone in Mosio, (heute Teil von Acquanegra sul Chiese im Herrschaftsbereich der Stadt Mantua) erfolgte.
- Den am 19. März 1227 eingetretenen Tod von Papst Honorius III. und die Nachfolge von Papst Gregor IX., der Kaiser Friedrich II. am 29. September 1227 exkommunizierte, der daraufhin seine papstfreundliche Politik aufgab und die Rechte auf die Herrschaft Gonzaga statt dem Papst nunmehr dem Grafen Casaloldi zuerkannte. Dies blieb nicht ohne negative Auswirkung auf die Familie Corradi, da Corradi ihren Schwerpunkt von Gonzaga nach Marmirolo verlagerte, wo die Söhne Gualtieros bedeutende Liegenschaften erwarben.

## Ehe und Kinder
Der Namen und die Herkunft der Ehefrau von Gualtiero Corradi sind nicht überliefert.
Kinder
In seinem Testament aus dem Jahre 1221 werden folgende Söhne genannt:
1. Corrado Corradi, der gemeinsam mit seinen Brüdern Güter in Marmirolo besaß und 1260 als einer der Anziani der Stadt das Viertel Santo Stefano vertrat.
2. Guglielmo Corradi, der 1261 gemeinsam mit seinen Brüdern ausgedehnte Liegenschaften um Marmirolo erwarb.
3. Gigliolo (Ziliolo) Corradi, der 1285 Mitglied des Stadtrates von Marmirolo und einer der Zeugen war, die am 23. Jänner 1285 den Friedensvertrag zwischen Rinaldo dei Bonacolsi, genannt „Passerino“ Herr von Mantua von 1309 bis 1328 und der Stadt Padua bezeugten. Er konnte nicht ahnen, dass sein Verwandter – Luigi I. Gonzaga – im Jahre 1328 die Herrschaft über Mantua durch die Verdrängung (und Tötung) dieses Rinaldo dei Bonacolsi erringen würde.